# Numero ottagonale
Un numero ottagonale è un numero poligonale che rappresenta un ottagono. Il numero ottagonale per n è dato dalla formula:
{\displaystyle 3n^{2}-2n}
con n > 0. I primi numeri ottagonali sono:
1, 8, 21, 40, 65, 96, 133, 176, 225, 280, 341, 408, 481, 560, 645, 736, 833, 936, 1045, 1160.
Un numero ottagonale può essere ottenuto ponendo quattro numeri triangolari sui quattro lati di un numero quadrato. Detto algebricamente, l'n-esimo numero ottagonale è:
{\displaystyle n^{2}+4\sum _{i=1}^{n-1}i}
da cui, semplificando, si ottiene la formula precedente.
Il numero ottagonale di n può essere calcolato anche aggiungendo il quadrato di n al doppio dell'n-1-esimo numero eteromecico o, detto algebricamente:
{\displaystyle O_{n}=n^{2}+2(n^{2}-n)}.
I numeri ottagonali hanno una parità alternata, e l'n-esimo numero ottagonale è pari se e solo se n è pari.